# Аберле, Энрике
Энрике Аберле (исп. Juan Enrique Aberle Jiménez; 20 ноября 1920 — 31 декабря 1973) — сальвадорский художник и культурный администратор. Внук Хуана Аберле.
Учился в Сальвадоре у Валеро Лечи, изучал архитектуру в Калифорнийском университете в Беркли у Фрэнка Ллойда Райта. Приобрёл известность как художник-пейзажист, работал преимущественно акварелью. Одновременно занимал административные должности в сфере культуры, возглавлял государственный Департамент искусств, затем Национальный ботанический сад и зоопарк. С 1973 г. директор Сальвадорского института туризма.
Умер от инфаркта после того, как его сын разбился насмерть на мотоцикле.